# Giorgio Consolini
Giorgio Consolini (Bologna, 28 agosto 1920 – Bologna, 28 aprile 2012) è stato un cantante italiano.

## Biografia
Esordisce discograficamente con Mandolinate a sera/Madonna degli angeli del 1947, anno in cui incide una ventina di dischi sempre a 78 giri. Giorgio Consolini iniziò ad incidere i primi dischi per la casa discografica CGD (di proprietà di Teddy Reno), poi passò alla Parlophon, etichetta distribuita dalla Carisch. In questo periodo abbiamo alcune incisioni importanti per il suo repertorio, come le famose Polvere e Cenere. Anche Consolini, così come Claudio Villa e Luciano Tajoli, venne spesso accompagnato dalle orchestre dirette dal maestro della Carisch Vigilio Piubeni (Maestro assai brillante negli arrangiamenti e assai esigente nelle incisioni). Nel 1950 si sposa con Lina Zanoli da cui avrà due figli: Marco, che diverrà un campione di tennis, e Stefano, tenore lirico.
Nel 1952 arricchisce la sua esperienza, partecipando al film storico di Riccardo Freda La leggenda del Piave con Gianna Maria Canale, Carlo Giustini e Renato Baldini. Esordisce al Festival di Sanremo 1953 (vinto da Viale d'autunno, interpretata da Carla Boni e da Flo Sandon's) presentando cinque canzoni, di cui due vengono escluse dalla finale: La mamma che piange di più cantata anche da Achille Togliani con altra orchestra e Povero amico mio interpretata pure da Gino Latilla. Con le altre tre Consolini approda in finale: Tamburino del reggimento, eseguita anche da Gino Latilla con il Doppio Quintetto Vocale, Vecchia villa comunale, replicata dallo stesso Gino Latilla e Vecchio scarpone, eseguita anche questa con Gino Latilla e il Doppio Quintetto Vocale, che si aggiudica il 3º posto ex aequo con Lasciami cantare una canzone della coppia Teddy Reno - Achille Togliani. Al secondo posto si piazza Campanaro, di Cherubini e Concina, gli autori che avevano vinto l'edizione 1952 con Vola colomba, cantata da Nilla Pizzi.
Nel 1954 in coppia con Gino Latilla vince il primo premio con Tutte le mamme, di Bertini e Falcocchio; porta in finale Sotto l'ombrello in duo con Katyna Ranieri e replicata da Gino Latilla con il Duo Fasano. Viene eliminato con Berta filava, eseguita anche da Carla Boni con il Duo Fasano. Nello stesso 1954 Consolini fa la parte del leone nella trasmissione radiofonica Dieci canzoni da lanciare, portandone in finale cinque, tra le quali Per una volta sola, Strada della speranza e Lettera a una mamma. Nel 1957 a Sanremo interpreta due canzoni approdate entrambe in finale ed entrambe cantate in coppia a Claudio Villa, sia Cancello tra le rose, sia Usignolo, che si classifica al 2º posto con 48 voti, dietro Corde della mia chitarra della coppia Villa - Nunzio Gallo, che ottiene 63 voti.

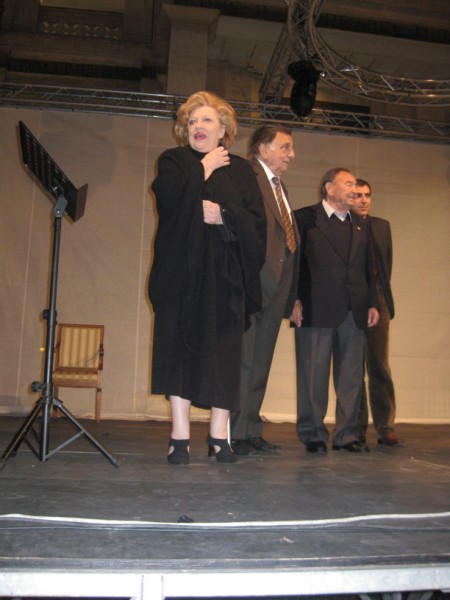
Carla Boni, Franco De Gemini, Giorgio Consolini e Carlo Posio durante la manifestazione Omaggio a Pino Rucher, una vita per la chitarra tenutasi a Manfredonia

Nel 1958 viene eliminato dalla finale 3 volte, per Arsura con Carla Boni, per È molto facile dirsi addio con Marisa Del Frate e per Se tornassi tu con Johnny Dorelli, mentre approda in finale con Campane di Santa Lucia, replicata da Claudio Villa. Sempre nel 1958 vince il 3º premio della Piedigrottissima Rai-TV con Serenata 'e piscatore, cantata insieme con Nunzio Gallo, scritta da Rosa Moselli e Aniello Franzese. Nel 1960 viene eliminato assieme ad Achille Togliani per Amore, abisso dolce e porta in finale assieme a Sergio Bruni la celeberrima Il mare, che tante soddisfazioni commerciali ha dato specialmente a Bruni. L'ultima sua apparizione a Sanremo risale al 1962, anno in cui viene escluso dalla finale assieme a Narciso Parigi per Vita. Incide anche canzoni napoletane: diretto all'orchestra del M° Vigilio Piubeni, canta Serenata e piscatore (di Nello Franzese-Rino Solimando), cantata anche da Sergio Bruni e vincitrice del 3º premio alla Piedigrottissima Rai-TV del 1958.
Continua ad incidere per tutto il decennio e per quello successivo per varie etichette, tra cui la Meazzi e la Edig (distribuita dalla RCA Italiana). Nel 1986 è ospite fisso insieme a Carla Boni, Achille Togliani e Joe Sentieri nel programma Un fantastico tragico venerdì per 13 puntate. Negli anni Ottanta forma il gruppo «Quelli di Sanremo» assieme a Carla Boni, Gino Latilla e Nilla Pizzi. Cantante molto longevo e con una voce ben impostata, ha continuato la sua attività negli anni della vecchiaia seppur con minor frequenza. Assieme a Claudio Villa, Luciano Tajoli, Luciano Virgili e Narciso Parigi è stato uno dei cantanti melodici più famosi in Italia e all'estero; a differenza dei colleghi sopracitati ha forse preferito dare maggior risalto alla linea melodica della canzone che alla propria personalità.
Tra i suoi tanti successi ricordiamo: Polvere, Cenere, Tango del mare, La vita è bella, Giamaica, Tutte le mamme, Ondamarina, Usignolo, Perdonami, Non ti ricordi, Granada, Barcelona de noche, Montagne d'Italie, Rimpiangimi, Erba di mare, Il mare, Volevo dirti addio, Forse domani. Il 5 ottobre 2008 ha partecipato al memorial di Pino Rucher (chitarrista RAI) a 12 anni dalla sua morte. La manifestazione è stata patrocinata dal Comune di Manfredonia e dalla Provincia di Foggia. Per il Carnevale 2010 di Alassio si è esibito insieme a Nilla Pizzi, cantando alcuni dei suoi successi di sempre, bissando poi l'esibizione anche ad Ozzano dell'Emilia a luglio. Muore il 28 aprile 2012 all'ospedale Maggiore di Bologna, all'età di 91 anni. Il 3 maggio, dopo la camera ardente all'ospedale, si è celebrato il funerale nella chiesa di Riale di Zola Predosa; riposa al cimitero della Certosa a Bologna accanto alla moglie. Dopo la scomparsa di Gino Latilla, era rimasto l'ultimo interprete della prima stagione del Festival di Sanremo ancora in vita.

## Discografia parziale

### 25 cm
- 1954: 10 canzoni Sanremo 1954 (Odeon, MODQ 6002; con Luciano Tajoli)
- 1954: Giorgio Consolini - Il cantante nazionale (Parlophon, PMDQ 8000)
- 1954: Giorgio Consolini - Il cantante nazionale (Parlophon, PMDQ 8002)
- 1955: San Remo 1955 (Odeon, MODQ 6229; con Luciano Tajoli)
- 1955: Claudio Terni & Giorgio Consolini (CGD, MV 0193; con Claudio Terni)
- 1956: Cantando all'italiana (CGD, MV 0199)
- 1956: Giorgio Consolini - Il cantante nazionale (Parlophon, PMDQ 8004)
- 1956: Canzoni del passato (Parlophon, PMDQ 8007)
- 1956: Giorgio Consolini - Il cantante nazionale (Parlophon, PMDQ 8010)
- 1957: Festival di Sanremo 1957 (Parlophon, PMDQ 8021; con Nunzio Gallo)
- 1957: I tre grandi della canzone italiana (Parlophon, PMDQ 8022; con Claudio Villa e Luciano Tajoli)
- 1957: Giorgio Consolini canta (Parlophon, PMDQ 8023)
- 1957: Serenate (Parlophon, PMDQ 8029)
- 1958: Canzoni Sanremo 1958 (Odeon, MODQ 6285; con Luciano Tajoli, Emilio Pericoli)

### 33 giri
- 1965: Serenate (Meazzi, MLX 04028)
- 1975: Un grande interprete della canzone italiana (Edig, ZSKE 55384)
- 1976: Giorgio Consolini (Edig, ZSKE 55386)
- 1978: Giorgio Consolini (Edig, ZSKE 55390)
- 1978: Chitarra vagabonda (Edig, ZSKE 55395)
- 1980: Le nuove canzoni sentimentali (Edig, ZSKE 55393)
- 1981: Certo ce invidiano con Nilla Pizzi
- 1987: Quelli di Sanremo con Nilla Pizzi, Carla Boni e Gino Latilla

### 78 giri
- 1948: Mandolinate a sera/Madonna degli angeli (CGD, PV 1208)
- 1948: Ti voglio baciar/È nato un tango (CGD, PV 1209)
- 1948: Serenata celeste/Valzer di signorinella (CGD, PV 1210)
- 1948: Volerti tanto bene/Mandolinatella (CGD, PV 1216)
- 1948: Sul "Cucciolo"/Valzer del bicchierino (CGD, PV 1217)
- 1948: I pompieri di Viggiù/Han rubato il Duomo (CGD, PV 1227)
- 1948: Lontano/M'hai fatto tanto male (CGD, PV 1229)
- 1948: Vecchia Roma / Fatte fa 'na foto (CGD, PV 1233; lato B canta Bruno Quirinetta)
- 1948: È troppo tardi/Sentiero spagnolo (CGD, PV 1240)
- 1948: Piccolo paese/Se mio nonno fosse al mondo (CGD, PV 1244)
- 1948: Perché non sognar/Non è una serenata (CGD, PV 1245)
- 1948: Ci vediamo a Sorrento/Napoli e Maria (CGD, PV 1248)
- 1948: Baciamoci ancora/Quel sì non lo dire (CGD, PV 1261)
- 1948: Occhi languidi/Torna ideal (CGD, PV 1262)
- 1948: Verde luna/Vivere baciandoti (CGD, PV 1263)
- 1949: Portami via/Occhi lontani (CGD, PV 1272)
- 1949: L'onorevole Bricolle/I pompieri di Viggiù (CGD, PV 1274)
- 1949: Paquito Lindo/Panorama di Napoli (CGD, PV 1283)
- 1949: Sei venuta per me/Campane di nostalgia (CGD, PV 1284)
- 1949: Dillo tu serenata/A Rio De Janeiro (CGD, PV 1285)
- 1949: Esclava de mi sueno/Va' pensiero (CGD, PV 1286)
- 1949: L'omino del vicino/L'amore sotto la luna (CGD, PV 1287)
- 1949: Tre fontane/Luna napoletana (CGD, PV 1292)
- 1949: Valzer di signorinella/Serenata celeste (CGD, PV 1301)
- 1949: Luna algerina/Perché lasciasti Napoli (CGD, PV 1322)
- 1949: Se tu mi ami non so/Notte di Venezia (CGD, PV 1324)
- 1949: A Trieste ho lasciato il cuor/Madonnina della scogliera (CGD, PV 1377)
- 1949: Le ragazze di Piazza di Spagna/Intimità (CGD, PV 1378)
- 1949: La vita è bella/Vola canzone d'amore (CGD, PV 1389)
- 1949: Madonna Ornella/Cuore zigano (CGD, PV 1406)
- 1949: Signora nostalgia/Chi fa spuntare il sole (CGD, PV 1407)
- 1949: Madonnina senza cuore/Celita (CGD, PV 1408)
- 1949: Tre fontane/Canzone a Maria (CGD, PV 1409)
- 1949: Passione mia/Chitarra mia (CGD, PV 1412)
- 1949: Torna ideal/Qui sotto il cielo di Capri (CGD, PV 1414)
- 1949: Rumba all'italiana/Acquerello napoletano (CGD, PV 1416)
- 1949: Apri la porta/Sulla montagna (CGD, PV 1434)
- 1949: Il mio tormento/Vamos chica (CGD, PV 1437)
- 1949: Sottobraccio/O brasileira bella (CGD, PV 1438)
- 1949: La tua musica/Serenata dell'alba (CGD, PV 1439)
- 1949: Ultima violetta/Serenata lontana (CGD, PV 1440)
- 1949: Alle terme di Caracalla/Se a Milano ci fosse il mare (CGD, PV 1441)
- 1949: Borgo antico/Oggi è felice il mio cuore (CGD, PV 1459)
- 1949: Angeli negri/Baciami tanto (CGD, PV 1460)
- 1949: Rosso di sera/Serenata d'amore (CGD, PV 1461)
- 1949: Mamma bianca/Buonasera signora luna (CGD, PV 1464)
- 1949: Alle terme di Caracalla/Sempre con te (CGD, PV 1477)
- 1949: Dormiveglia/Tango dell'addio (CGD, PV 1485)
- 1950: Lo zampognaro di Carosello/Balconi di Napoli (CGD, PV 1503)
- 1950: La signora di trent'anni fa/Vieni cercheremo insieme (CGD, PV 1504)
- 1950: Me so 'mbriacato 'e sole/Santa Maria del fiore (CGD, PV 1536)
- 1950: Bruna isolana/Serenatella ancora (CGD, PV 1537)
- 1950: Domani/Stornellata romana (CGD, PV 1538)
- 1950: Vecchia chitarra/Sei stata tu (CGD, PV 1539)
- 1950: Angelo bello/Mattinatella (CGD, PV 1540)
- 1950: Verde Nilo/Fontana silenziosa (CGD, PV 1541)
- 1950: Lasciami solo/L'orchestra del mio paese (CGD, PV 1542)
- 1950: Il cerchio d'oro/Nostalgia giuliana (CGD, PV 1543)
- 1950: Tiriamo a campar/Italia mia (CGD, PV 1582)
- 1950: Canzone della strada/Notte a Santa Lucia (CGD, PV 1583)
- 1950: L'ultima serenata/Notte a Santa Lucia (CGD, PV 1584)
- 1950: Luna rossa/La mia strada (CGD, PV 1585)
- 1950: E tornò a passo svelto/Mentre tu dormi bambina (CGD, PV 1586)
- 1950: 'A rundinella mia/Luna rossa (CGD, PV 1587)
- 1950: Mandatemi una cartolina/Forse domani (CGD, PV 1588)
- 1951: Addio sogni di gloria/Strade romane (CGD, PV 1622)
- 1953: Amico Bing non piangere/Fontane romane (Parlophon TT 9666)
- 1953: Eternamente/Ragazze di Piazza del Duomo (Parlophon, TT 9647)
- 1953: Rondinella forestiera/Tendine rosa (Parlophon, TT 9652)
- 1953: Perdonami/Al ballo del sabato sera (Parlophon, TT 9653)
- 1953: Malafortuna/Viale dei Tigli (Parlophon, TT 9691)
- 1953: Nannì (una gita a li castelli)/È colpa tua (Parlophon, TT 9693)
- 1953: Rondinella forestiera/È colpa tua (Parlophon, TT 9701)
- 1953: Vaya con Dios/Per un bacin d'amor (Parlophon, TT 9710)
- 1953: Montagne d' "Italie"/Buona fortuna a te (Parlophon, TT 9718)
- 1953: Acquarello napoletano/Luna napoletana (CGD, PV 1913)
- 1954: Bambine calabresi/Non dirmi nulla (CGD, PV 1927)
- 1954: Sottobraccio/Brasileira bella (CGD, PV 1936)
- 1954: Serenata all'alba/La tua musica (CGD, PV 1939)
- 1954: Tutte le mamme/Sotto l'ombrello (Parlophon, TT 9724)
- 1954: Liron liran/Stornello spensierato (Parlophon, TT 9730)
- 1954: Mare lucente/Annamarì (Parlophon, TT 9746)
- 1954: La strada della speranza/Polvere (Parlophon, TT 9759)
- 1954: Polvere.../Annamarì (Parlophon, TT 9769)
- 1954: Fontana di Trevi/Non volevo credere (Parlophon, TT 9772)
- 1954: Cenere/Muore l'autunno (Parlophon, TT 9790)
- 1954: Capinera/Stornelli montagnoli e campagnoli (Parlophon, TT 9797)
- 1955: Il torrente/Un cuore (Parlophon, TT 9799)
- 1955: Buongiorno tristezza/Incantatella (Parlophon, TT 9800)
- 1955: Il tango delle foglie/È presto (Parlophon, TT 9837)
- 1956: L'hai voluto tu/Lunatica fortuna (Parlophon, TT 9877)
- 1957: Corde della mia chitarra/Cancello tra le rose (Parlophon, TT 9904)
- 1957: Buon anno... Buona fortuna/Ondamarina (Parlophon, TT 9905)
- 1957: M'hai detto una bugia/Non lusingarmi (Parlophon, TT 9918)
- 1957: Malinconico autunno/Lazzarella (Parlophon, TT 9933)
- 1958: Arsura/Campana di Santa Lucia (Parlophon, TT 9957)

### 45 giri
- 1956: Erba di mare/Ho paura di te (Parlophon, QMSP 16102)
- 1956: L'hai voluto tu/Canzone all'italiana (Parlophon, QMSP 16104)
- 1956: Balocchi e profumi/Fili d'oro (Parlophon, QMSP 16107)
- 1958: Arsura/Campana di Santa Lucia (Parlophon, QMSP 16129)
- 1958: Serenata 'e piscatore/Giamaica (Parlophon, QMSP 16202)
- 1959: Tu sei qui/Io sono il vento (Parlophon, QMSP 16226)
- 1959: Donna bugiarda/Perdonami (Parlophon, QMSP 16239)
- 1959: Forse domani/Tutte le mamme (Parlophon, QMSP 16240)
- 1959: È colpa tua/Rondinella forestiera (Parlophon, QMSP 16241)
- 1959: Cenere/Polvere (Parlophon, QMSP 16242)
- 1959: Rimpiangimi/Più nulla (Parlophon, QMSP 16250)
- 1959: Canta lo sciatore/Lo studente passa (Parlophon, QMSP 16265)
- 1960: Il mare/Perderti (Parlophon, QMSP 16290)
- 1960: Amore abisso dolce/Splende l'arcobaleno (Parlophon, QMSP 16295)
- 1960: Campane/Capinera (Parlophon, QMSP 16304)
- 1960: Cara piccina/Stornelli montagnoli e campagnoli (Parlophon, QMSP 16312)
- 1960: Cammina!.../La vita cos'è (Fonit, SP 30856)
- 1961: Luna negra/Cantiamo all'italiana (Fonit, SP 30881)
- 1961: Mandolino mandolino/Come sinfonia (Fonit, SP 30896)
- 1961: Se credessi ai miracoli/Solo tre rose, di Antonio De Paolis, Luigi Tortorella e Noé Frascaro (Fonit, SP 30900)
- 1961: Vicino a tte/Non credo al destino (Fonit, SP 30985)
- 1961: Quando bacio te/Un cuore da vendere (Fonit, SP 30994)
- 1961: Pi-rikì-Kukè/Nessuno è solo (Fonit, SP 30995)
- 1961: Solo un volto/Non dire addio (Fonit, SP 31000)
- 1962: Enamorada/Che succede alla luna? (Fonit, SP 31020)
- 1962: Vita/Pesca tu che pesco anch'io (Fonit, SP 31037)
- 1962: Archivio segreto/Meravigliosa follia (Fonit, SP 31060)
- 1962: Il cielo è lontano/Una chitarra nella notte (Meazzi, M 01178)
- 1962: Notte romana/Se mi scriverai (Meazzi, M 01179)
- 1962: Barcelona de noche/Ti voglio amar (Meazzi, M 01180)
- 1963: Romagna mia/La vita è bella (Meazzi, M 01200)
- 1963: Non volevo credere/Polvere (Meazzi, M 01201)
- 1963: Perdonami/Cenere (Meazzi, M 01202)
- 1963: Giamaica/Granada (Meazzi, M 01203)
- 1963: Non ti ricordi/È troppo tardi (Meazzi, M 01204)
- 1963: Cantiamo all'italiana/Strade romane (Meazzi, M 01210)
- 1963: Sogna la gioventù/Rosa Rosella (Meazzi, M 01228)
- 1964: Serenatella a mamma/Serenata del somarello (Meazzi, M 01266)